# Afonso Garcia Tinoco
Afonso Garcia Tinoco (Fronteira, 1556) foi um magistrado e administrador colonial português. Integrou o primeiro grupo de desembargadores do Tribunal da Relação do Estado do Brasil, sendo o primeiro a exercer a função de Procurador dos Feitos da Coroa e da Fazenda e Fisco, exercendo funções que foram posteriormente atribuídas ao cargo de Promotor de Justiça. Foi o primeiro procurador do Estado em solo brasileiro. É considerado o fundador da Procuradoria-Geral da Fazenda Nacional e do Ministério Público Brasileiro.
Era natural de Fronteira, e filho de Pedro Garcia Tinoco. Ingressa na Universidade de Coimbra em 1577, vindo a obter o grau de Bacharel em leis em 1581, e o de Licenciado em 1585.
A edição das Ordenações Filipinas, em 1603, por Filipe II de Portugal, preparou o caminho para instalar no Brasil o primeiro Tribunal de Justiça das Américas. Em 1606, Tinoco, exercendo o cargo de juiz de fora em Tomar, aguardava confiantemente a sua nomeação para o Tribunal da Relação do Porto, quando chegou a notícia da sua nomeação para o novo tribunal brasileiro. Tinoco, que de modo algum desejava o exílio profissional e cultural que o serviço no novo Estado do Brasil acarretava, apelou da nomeação, alegando os seus 18 anos de serviços à Coroa, nunca recompensados, e várias outras razões porque deveria ser escusado daquele serviço, que iam desde enjoar em viagens marítimas, até ao facto de ser um cinquentão ainda solteiro e à procura de mulher, sendo que a ida para o Brasil diminuía em muito essas hipóteses, já que os magistrados exercendo funções no Brasil estavam proibidos de casar.
O tribunal foi instalado a 7 de março de 1609, sendo integrado por dez desembargadores, cujo regimento previa que um deles atuaria como Procurador dos Feitos da Coroa, do Fisco e Promotor de Justiça.
Tinoco foi o primeiro a exercer aquele cargo, até à sua rendição em 1620 pelo Dr. Francisco Mendes Marrecos.

## Homenagem
Por ter sido o primeiro a exercer a função de Procurador da Coroa no Estado do Brasil em 1609, Tinoco é considerado o pioneiro do Ministério Público Brasileiro. O auditório do Ministério Público, no Centro Administrativo da Bahia, foi nomeado em sua homenagem, sendo descerrada uma placa comemorativa em setembro de 2009, por ocasião do 410.º centenário.